# Clip (Film)
Clip (serbisch Klip) ist ein Spiel- und Erotikfilm aus dem Jahr 2012. Maja Miloš schrieb das Drehbuch und führte Regie. Die Handlung zeigt das alltägliche Leben des jugendlichen Mädchens Jasna zwischen ihrer Familie, Schule, Partys, Drogen und ersten sexuellen Erfahrungen. Der Film erschien im Jahr 2013 mit deutschem Synchronton.

## Handlung
Jasna lebt zusammen mit ihren Eltern und ihrer jüngeren Schwester Milica in einem Vorstadtviertel Belgrads. Ihr Vater ist schwer krank; die Mutter ist von der Situation eingenommen und hat kaum Zeit für das pubertierende Mädchen. Jasna sondert sich von ihrer Familie weitestgehend ab und verbringt ihre Freizeit hauptsächlich mit ihren Freundinnen. Die Mädchen gehen häufig heimlich aus und nehmen dabei neben Alkohol auch THC und Kokain zu sich. Ihr äußeres Erscheinen und Selbstdarstellung sind ihnen sehr wichtig. Jasna hält viele alltägliche, aber auch intime Situationen mit Videoclips auf ihrem Handy fest.
Sie lernt den Jungen Đole kennen und verliebt sich in ihn. Đole geht auf dieselbe Schule und zeigt anfangs kein Interesse an Jasna. Nach und nach gelingt es ihr, seine Aufmerksamkeit auf sich zu ziehen. Es entwickelt sich eine rein sexuelle Beziehung, in der Đole das Mädchen ruppig und abwertend behandelt und jegliche Bindung vermeidet. Trotzdem sucht Jasna immer wieder den Kontakt zu ihm. Jasna vernachlässigt die Schule zunehmend. Immer häufiger kommt es vor, dass sie nach einer durchzechten Nacht dem Unterricht fernbleibt.
Der Zustand ihres Vaters verschlechtert sich zusehends. Ein reicher Onkel aus Qatar ermöglicht schließlich die lebensnotwendige Operation, indem er das Haus der Großeltern in Gajdobra kauft. Die Großeltern ziehen in die kleine Wohnung der Familie mit ein. Jasna bringt kaum Interesse für ihren Vater auf. Sie versucht, seinen Zustand gegenüber ihren Freunden zu verschweigen. Als ihre Klasse ein Waisenhaus besucht, wird ihr klar, wie wertvoll ein Vater ist. Trotzdem tut sie sich schwer, mit ihrem Vater über seine Krankheit zu sprechen.
Đole gegenüber will sie ihre Gefühle und Sorgen offenbaren, er jedoch interessiert sich nicht dafür. Das Mädchen steigert sich immer mehr in ihr Werben um ihn hinein. Selbst ihren engsten Freundinnen verlieren an Einfluss. Schließlich provoziert sie den Jungen sogar, um ihn als Partner zu gewinnen.

## Hintergrund
Der Film spielt im Nachkriegs-Serbien und dokumentiert die Armut und schlechte soziale Absicherung eines großen Teils der Bevölkerung. Öffentliche Einrichtungen wie Schulen und Krankenhäuser sind spärlich eingerichtet und in die Jahre gekommen.
Die Regisseurin ließ sich durch Videos auf Youtube inspirieren, in denen sich Jugendliche selbst darstellen. Sie stellt eine sexualisierte, nach Aufmerksamkeit und Profilierung suchende Jugend dar.
Der Film wurde erstmals am 27. Januar 2012 in den Niederlanden auf dem Internationalen Filmfestival Rotterdam gezeigt. In Serbien wurde er am 12. April 2012 uraufgeführt.

## Kritiken
„Maja Milos beschreibt in „Clip“ die serbische Gegenwartsjugend als verlorene Generation, die ihr Heil in extremen Formen der Sexualität sucht. Trotz bisweilen betont skandalträchtigen Sexszenen gelingt es der Regisseurin großes Mitgefühl für ihre jugendlichen Protagonisten zu erzeugen.“

„[…] Simijonovic (zeigt), dass sie nicht nur mit einem sexy Look überzeugen kann, sondern auch mit ihrem schauspielerischen Talent.“

„Mit ihrem Debütfilm Clip (Klip) hat Maja Milos einen richtigen Arthouse-Schocker gedreht. Mit krassem Realismus dringt sie in eine serbische Plattenbausiedlung ein und porträtiert Jugendliche, die in einer verzerrten Welt leben. […] Die große Stärke des Films ist, dass er diese destruktive Beziehung nicht heilen will, sondern einfach bestehen lässt. Zwischen Gewalt und dem Verlust des Selbstwertgefühls haben sich hier zwei gefunden, die sich auch verdient haben. Es überrascht dann auch nicht, dass Milos ihre höchst unbequeme Liebesgeschichte mit einem Happy End beschließt, das einem Schlag ins Gesicht gleicht.“

## Auszeichnungen (Auszug)
- Rotterdam International Film Festival 2012 – Bester internationaler Film
- Rotterdam International Film Festival 2012 – Tiger Award für neue Regisseure
- International Cinephile Society Awards 2013 – ICS Award